# Jon Ewo

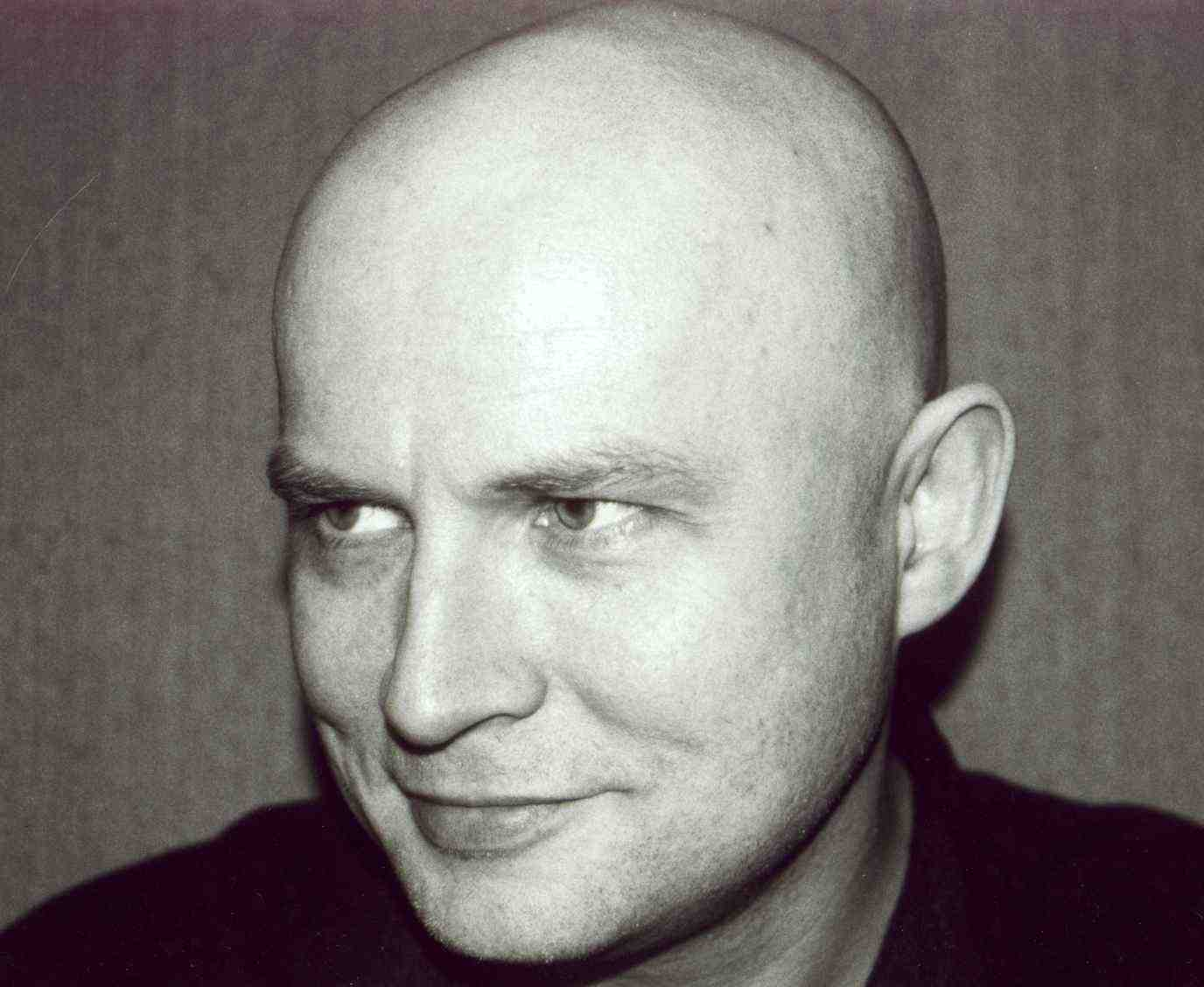
Jon Ewo

Jon Ewo (Oslo, 29 juni 1957) is een Noors schrijver. Hij schrijft zowel voor volwassenen als voor jongeren. Er zijn vijf jeugdboeken van hem in het Nederlands verschenen.

## Biografie
Jon Ewo is op 29 juni 1957 in het Noorse Oslo geboren. Hij deed een opleiding bibliotheekwerk en werkte vanaf 1981 als hoofd van een bibliotheek. In 1987 werd Ewo ook freelance redacteur, uitgever en schrijver. In 1986 kwam zijn eerste boek, een verhalenbundel, uit in Noorwegen. De eerste volwassenenroman volgde in 1991, en in 1993 waagde hij zich aan een jeugdboek. Die boeken schreef hij toen nog onder een andere naam: Holger Selmas.

### In het Nederlands verschenen
Er zijn al vijf boeken van Jon Ewo in het Nederlands verschenen. Deze jeugdboeken zijn allemaal bij Davidsfonds/Infodok uitgegeven.
- 2001 - De zon is een maffe god
- 2002 - De maan is een spelbreker
- 2003 - De aarde is hard en naakt
- 2006 - Zwart/wit: een verhaal over onrecht
- 2010 - XXL

### Noorse boeken
- 1986 - Det sies at oktober er en fin måned
- 1987 - Ingen snakker om Marcel
- 1991 - Langsomt nå, for Matteus' skyld
- 1992 - Dit gatene går når det blir natt
- 1993 - Vi tar ham! (onder het pseudoniem Holger Selmas; nieuwe uitgave: Prisen å betale, 2005)
- 1994 - I Satans tid (onder het pseudoniem Holger Selmas; nieuwe uitgave in 2006)
- 1994 - Min første modembok
- 1995 - Ressurser på Internett. World Wide Web
- 1995 - Jeg var 16 da jeg forstod hva en mann må gjøre
- 1995 - Kriss Kross (nieuwe uitgave: Kjip skrens, 2005)
- 1996 - Etterpå er du en helt annen mann
- 1996 - Ingen er redd for Otto Monster
- 1996 - Effektiv søking på World Wide Web
- 1996 - Torpedo
- 1997 - Hevn. Torpedo II
- 1997 - Når en mann parkerer hjertet sitt og griner
- 1997 - Du store gauda!
- 1998 - Gissel
- 1998 - Otto Monster i familietrøbbel
- 1999 - Otto Monster vil også bli syk
- 1999 - Forelska på nettet?
- 1999 - Mysteriet med osteklokken fra Malta
- 1999 - Sola er en feit gud
- 2000 - Trash Bazookaza: En helt blir til
- 2000 - Otto Monster vil ha søt hevn
- 2000 - Månen er en diger pudding
- 2001 - Jorda er tøff og naken
- 2001 - Brødrene Shakespeare
- 2001 - Trash Bazooka: Den dødelige armada
- 2001 - Otto Monster i mageknipe
- 2001 - Otto Monster vil ha alt for seg selv
- 2001 - Mysteriet med bukken fra Baskerville
- 2002 - En stor, farlig hund og to oppfinnere
- 2002 - En og en sammen
- 2002 - Jobben min er å tette hullene i tilværelsen
- 2002 - Trash Bazooka: Med jorda som innsats
- 2002 - Mysteriet med teatervampyren
- 2003 - Trash Bazooka: I aller siste sekund
- 2003 - Kometer eller skjærlighet
- 2003 - Livet er fullt av overraskelser
- 2003 - Vil den virkelige William være så snill å reise seg
- 2004 - Damms Norgeshistorie. 1. Det navnløse landet i nord
- 2004 - Damms Norgeshistorie. 2. Jakten på vikingene
- 2004 - Otto Monsters grusomme natt
- 2004 - Svart, og cirka hvitt
- 2005 - Prisen å betale (nieuwe uitgave van Vi tar ham uit 1993)
- 2005 - Damms Norgeshistorie. 3. Krigerske konger og farlige fiender. Middelalderen i Norge år 1066 til 1380
- 2005 - Damms Norgeshistorie. 4. 434 år og et mirakel. Union med Danmark år 1380 til 1814
- 2005 - Om det bare ville snø i helvete
- 2005 - Trash Bazooka: Operasjon sluttspill
- 2006 - Otto Monster blir superslem
- 2006 - Historien som ikke ville slutte
- 2006 - Kjip skrens (nieuwe uitgave van Kriss kross uit 1995)
- 2006 - I Satans tid
- 2006 - Otto slipper alt løs!
- 2006 - Drageblod og blå safir
- 2007 - Dødens glassøye
- 2007 - Otto Monster og drittungen
- 2007 - Fortellingen om et mulig drap
- 2007 - XXL
- 2007 - Mannen fra graven
- 2008 - Mikro Mini